# Hieracium jahandiezii
Hieracium jahandiezii es una especie de planta con flor del género Hieracium, de la familia Asteraceae, orden Asterales.

## Distribución
Hieracium jahandiezii se distribuye por Marruecos.

## Taxonomía
Fue descrita científicamente por (Zahn ex Jahand. & Maire) Dobignard.
Tratamiento taxonómico
La especie aparece registrada y publicada en J. Bot. Soc. Bot. France.